# Urosticte
Urosticte är ett släkte med fåglar i familjen kolibrier som återfinns i Sydamerika från Colombia till Peru. Det omfattar två arter:
- Purpurbröstad kolibri (U. benjamini)
- Rostgumpad kolibri (U. ruficrissa)